# 勇者のひざには猫がいる
『勇者のひざには猫がいる』（ゆうしゃのひざにはねこがいる）は原作・飯島浩介、作画・汐里による日本の漫画作品。「マンガワン」（小学館）にて、2021年6月26日から2022年12月3日にかけて連載。『裏サンデー』（同）でも2021年7月3日から2022年12月24日まで連載された。大魔王討伐の旅に出た勇者一行と猫をめぐって巻き起こるほんわか脱力ファンタジー猫マンガ。

## あらすじ
大魔王討伐のために旅立った勇者レドと武闘家アイナ、魔法使いグレイスの一行であったが、肝心なところで一匹の野良猫がレドのひざに乗って邪魔するため、なかなか先に進めないでいた。勇者一行の最大の敵をいかに躱して大魔王を倒すのか?勇者の危険にしてほのぼのとした戦いが今始まる。

## 登場人物

### 人間
レド
勇者。王の命で大魔王討伐の旅に出た。肝心なところで猫の猫氏がひざに乗ってくるためよくパーティが全滅するなどの憂き目に遭う。1巻終了時点ではレベル3→4。身長176cm、好きな食べ物：おこめ。
アイナ
武闘家。王の命で大魔王討伐の旅に出た。1巻時点ではレベル10。身長164cm、好きな食べ物：おにく。
グレイス
魔法使い。王の命で大魔王討伐の旅に出た。1巻時点ではレベル12。身長182cm、好きな食べ物：いちご。
グリーンウェル
戦士（脱獄兵）。かつて背任罪で投獄された将官で現在は脱獄兵として指名手配中。全身に多くの傷痕があり、凶悪な人相をしている。森の中にある川べりの家に住み多くの猫たちの世話をしている。レドとは激しい戦いの末ねこなかまになった。レベル24。身長193cm、好きな食べ物：さかな。

### 猫
猫氏（ねこし）
ファーストニアの町でレドに懐いてついてくるようになった野良猫。レド一行のいく先々に現れてはレドのひざに乗って戦いの邪魔をする。体毛は両手足の先端のみ白く、他は全身茶トラ模様で尻尾はかぎしっぽとなっている。体格はレド達にデブ猫と呼ばれるほどに丸いが喧嘩は弱い。レベルは1→2。体重7kg、好きな場所：レドのひざ。
黒猫氏（くろねこし）
4話にて初登場。雨の日のファーストニアの町で猫氏から雨宿りの場所を奪った野良猫でそこから度々物語に登場する。体毛は顔の鼻から口、胸部から下にかけてと両手足の先端が白でほかは黒といわゆるはちわれ猫で尻尾はまっすぐ。猫氏に対する当たりが強く、前述のとおり雨宿りの場所やレドが買い与えた魚のギラウオの焼き身を力づくで奪うなど傍若無人。しかし、猫氏を押しのけてレドのひざに乗ろうとしたときは強力な一撃を食らい逃げ出した。

## 書誌情報
- 飯島浩介（原作）・汐里（作画） 『勇者のひざには猫がいる』小学館 〈少年サンデーコミックス〉、全4巻
  1. 2022年2月23日発行（2月18日発売[3][4]）、ISBN 978-4-09-851011-5
  2. 2022年6月15日発行（6月10日発売[5]）、ISBN 978-4-09-851172-3
  3. 2022年10月17日発行（10月12日発売[6]）、ISBN 978-4-09-851371-0
  4. 2023年2月10日発売[7]、ISBN 978-4-09-851645-2